# Gary Snyder

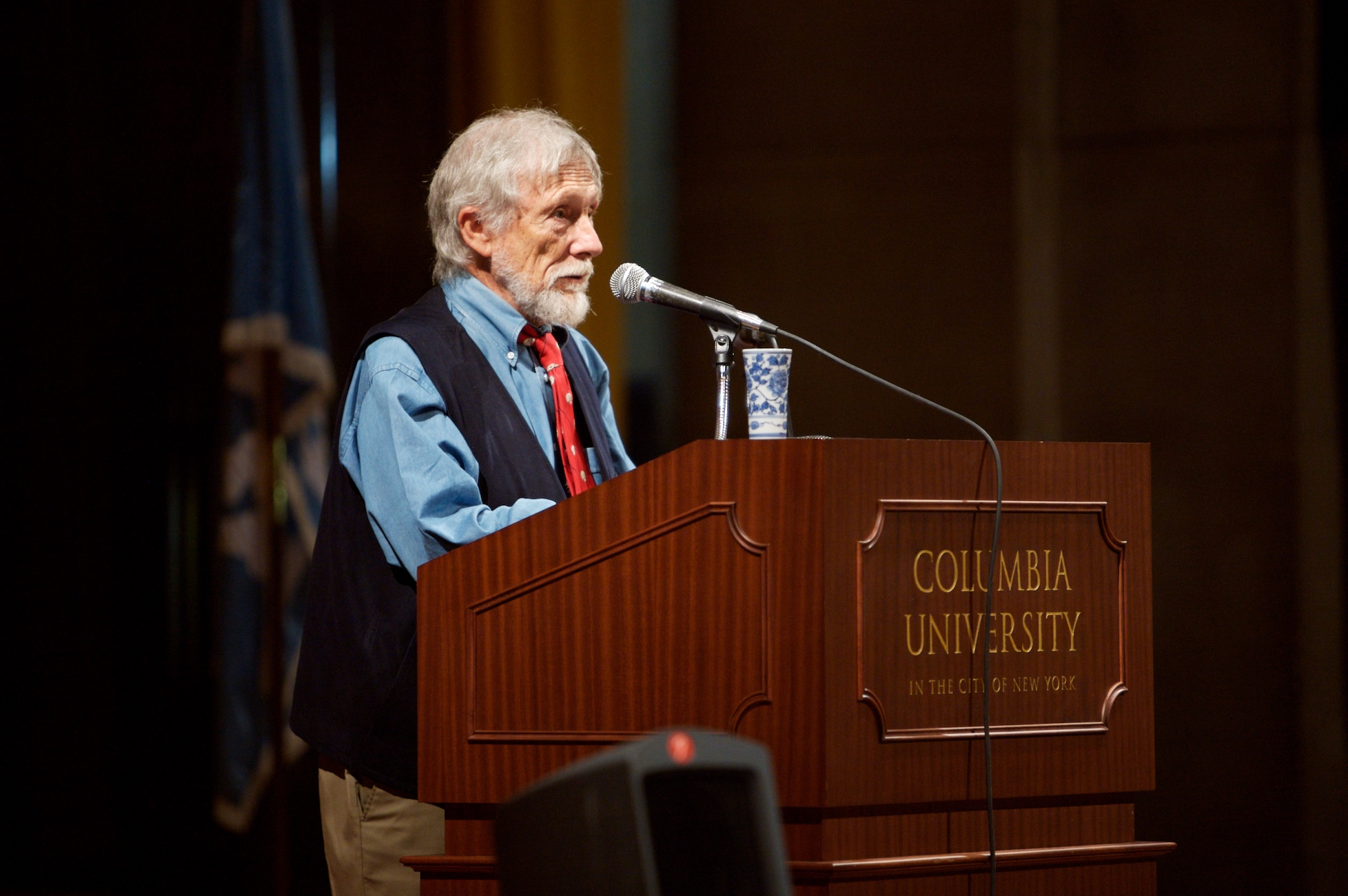
Gary Snyder in 2007.

Gary Snyder (San Francisco, 8 mei 1930) is vooral bekend als een dichter van de Beat Generation.
Zijn werk werd beïnvloed door de Amerikaanse dichters Walt Whitman en Ezra Pound. Het werk van Snyder is doordrongen van een diep respect voor de natuur en een grote doordrongenheid van Oosterse filosofie.
In 1975 won Snyder de Pulitzerprijs voor poëzie voor zijn bundel Turtle Island.

## Werk
- Riprap (1959)
- Myths and Texts (1960).
- The Black Country (1967)
- Regarding Wave (1969)
- Turtle Island (1975)
- The Old Ways (1977)
- Axe Handles (1983)
- No Nature: New and Selected Poems (1992)

- Bibsys: 90126706
- Biblioteca Nacional de España: XX1533320
- Bibliothèque nationale de France: cb12031013n (data)
- Catàleg d'autoritats de noms i títols de Catalunya: 981058507963906706
- CiNii: DA02142913
- Gemeinsame Normdatei: 118748610
- International Standard Name Identifier: 0000 0001 2138 0290
- Library of Congress Control Number: n79150347
- Nationale Bibliotheek van Letland: 000219911
- MusicBrainz: ce9a2ecc-1264-4d6f-be06-00f5eaba49e2
- Bibliotheek van het Japanse parlement: 00457072
- Nationale Bibliotheek van Tsjechië: jn19990008056
- Nationale bibliotheek van Australië: 35388752
- Nationale Bibliotheek van Israël: 987007268170605171
- Nationale Bibliotheek van Polen: a0000002876975
- Nationale en Universitaire bibliotheek Zagreb: 000080782
- Nederlandse Thesaurus van Auteursnamen: 069810036
- Réseau des bibliothèques de Suisse occidentale: 02-A003841022
- Istituto Centrale per il Catalogo Unico: CFIV058961
- LIBRIS: 222335
- SNAC: w6h41rkz
- Système universitaire de documentation: 028483057
- Trove: 935204
- Virtual International Authority File: 68944804
- WorldCat: E39PBJfX7pxBXGghTbfwhbkbh3